# Cathopedia
A Cathopedia é uma enciclopédia católica cooperativa online fundada em 2006 pelos padres genoveses Paolo e Giovanni Benvenuto. Nela são discutidos assuntos que, pelo menos ligeiramente, dizem respeito à religião católica e são apresentados à luz da doutrina católica. A Cathopedia é baseada em um tipo de tecnologia chamada Wiki, mas difere da Wikipédia porque as contribuições para a Cathopedia são admitidas de forma hierárquica, sendo confiada a especialistas que obtiveram um doutorado ou licença em teologia ou outra ciência eclesiástica a redação de comentários de maior importância e doutrina. Ainda assim professores de disciplinas religiosas, catequistas, especialistas em línguas e, pelo menos no que diz respeito à assistência técnica e à experiência de vida, outras pessoas, cada uma a seu modo e grau, são convidadas a cooperar. Os usuários devem fornecer seu nome à Cathopedia antes de adicionar ou editar qualquer coisa. Presentemente apenas a parte da Cathopedia escrita em língua italiana goza de uma extensão considerável.
O diretor do Escritório Nacional da Conferência Episcopal da Itália dedicado às Comunicações Sociais escreveu uma carta de felicitações e encorajamento datada de 8 de março de 2010 a Paolo Benvenuto acerca da Cathopedia; estas cartas, juntamente com a carta enviada pela Congregação para o Clero em 13 de outubro de 2011 e com a carta em 22 de fevereiro de 2012 assinada pelo presidente do Pontifício Conselho para a Promoção da Nova Evangelização, Dom Salvatore Fisichella, mostram quanto a iniciativa dos irmãos Paolo e Giovanni Benvenuto está no coração dos bispos da Itália e da Cúria Romana.